# 三重県道752号茶屋町湯の山停車場線

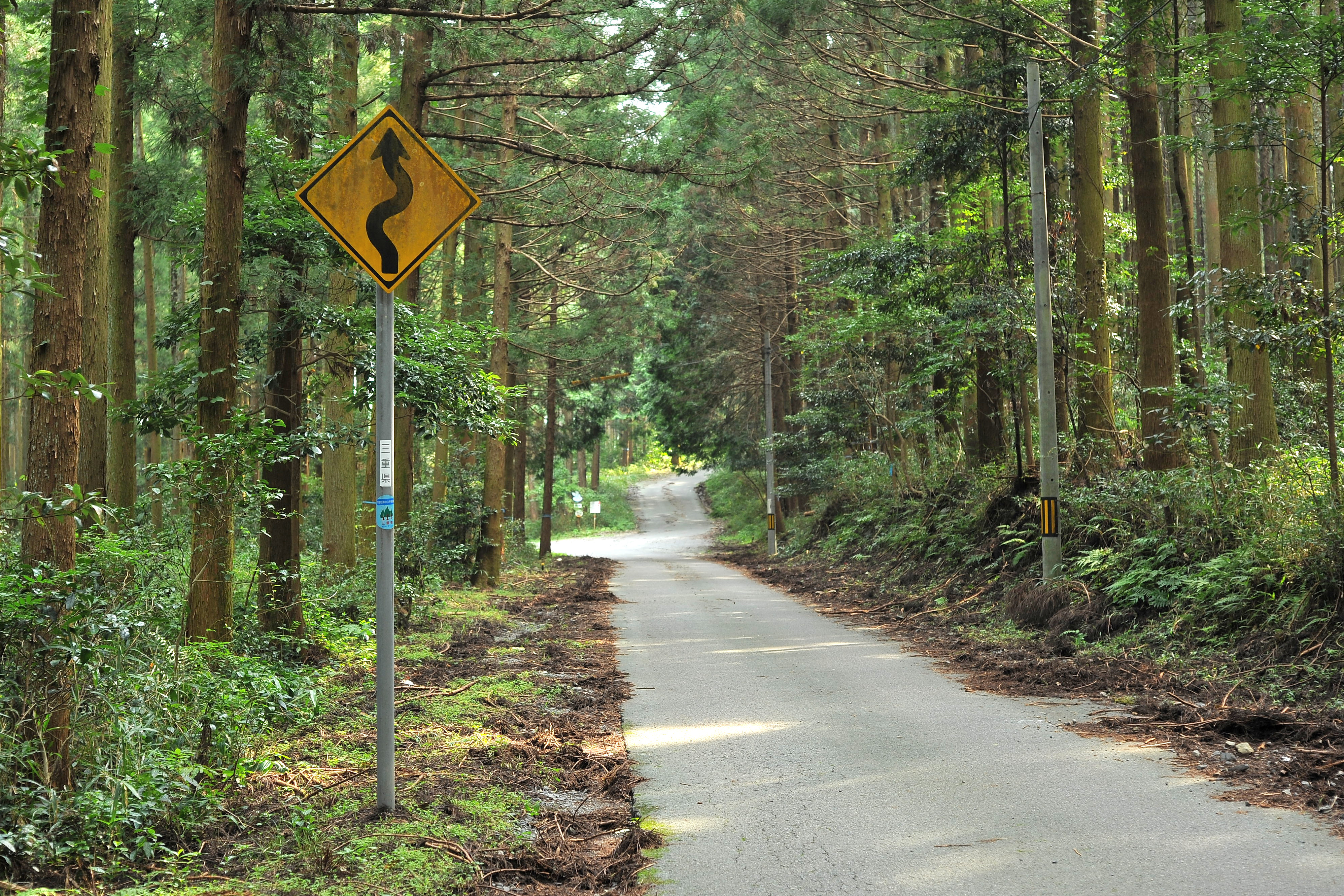
狭隘区間（三重郡菰野町大字菰野）

三重県道752号茶屋町湯の山停車場線（みえけんどう752ごう ちゃやまちゆのやまていしゃじょうせん）は三重県四日市市から三重郡菰野町に至る一般県道である。
起点側の四日市市では2車線で整備されているが、終点側の菰野町では大半が狭隘道路である。

## 概要

### 路線データ
- 起点：四日市市桜町（国道306号交点）
- 終点：三重郡菰野町菰野（湯の山温泉駅前）
  - 終点は2ヶ所ある。1ヶ所は国道477号（湯の山街道）との交点、もう1ヶ所は三重県道577号湯の山温泉線との交点である。共に菰野町菰野にある。
- 実延長：7,866m
- 重複区間：なし

## 利用状況
平日12時間交通量
　四日市市桜町 2,136台

## 地理
四日市市水沢町の水沢茶屋町にほど近い、四日市市桜町の国道306号との交点を起点とし、2車線の整備された道を西に進む。ゴルフ場のトンネルを抜け、四日市市と菰野町の境界で1車線になり、山中の狭隘道路に変化する。進路を北に変え、途中で東海自然歩道や菰野町道と交差しながら、近鉄湯の山線の踏切を越える。踏切を越えた先からは再び2車線に戻る。ここで分岐し、一方は湯の山街道の異名を持つ国道477号に接続して終点となる。もう一方は湯の山温泉駅前を通過し、三重県道577号と接続して終点となる。

### 通過する自治体
- 三重県
  - 四日市市 - 三重郡菰野町

### 接続する道路
- 国道306号・三重県道753号平尾茶屋町線：起点
- 国道477号：終点
- 三重県道577号湯の山温泉線：終点

### 沿線
所々に伊勢茶の茶畑が見られる。
- 四日市スポーツランド
- 鈴鹿山麓リサーチパーク（桜リサーチパーク）
  - 財団法人国際環境技術移転研究センター（ICETT）
  - 鈴鹿山麓研究学園都市センター
  - 三重県環境学習情報センター
- 四日市リバティーゴルフ倶楽部
- 近鉄湯の山線 湯の山温泉駅

## 参考資料
- 『県別マップル24 三重県道路地図』（昭文社、2009年3版1刷発行、ISBN 978-4-398-62474-1 、25ページ）
- 鈴鹿山麓リサーチパーク/拠点について（国土交通省公式サイト内、2009年10月7日閲覧）